# Anaxyrina
Anaxyrina é um gênero de traça pertencente à família Agonoxenidae.